# 定常宇宙論
定常宇宙論（ていじょううちゅうろん、steady-state cosmology）とは、1948年にフレッド・ホイル、トーマス・ゴールド、ヘルマン・ボンディらによって提唱された宇宙論のモデルであり、（宇宙は膨張しているが）無からの物質の創生により、任意の空間の質量（大雑把に言えば宇宙空間に分布する銀河の数）は常に一定に保たれ、宇宙の基本的な構造は時間によって変化することはない、とするものである。
2005年現在、ビッグバン理論（ビッグバン仮説）が有力と考えられることが多く、支持する多くの科学者らから「標準的宇宙論モデル」と呼ばれており、このような立場からは定常宇宙論は「非標準的宇宙論 (non-standard cosmology)」の一つと見なされている。

## 定常宇宙論における宇宙

定常宇宙論の時空（縦軸が時間、横軸が空間）。定常宇宙論では空間はインフレーション宇宙のように指数関数的に急速に拡大しており、空間の間から物質が新たに生まれているのだと考えた。このとき、湾曲した光円錐（黄色）に沿って無限の過去から地球に太古の星の光がやってくることになるが、この見方は宇宙背景放射をうまく説明できなかった。

定常宇宙論は、一般相対性理論の下では静的な宇宙は存在できないという理論的計算や、宇宙が膨張していることを示すエドウィン・ハッブルの観測を受けて考え出された。定常宇宙論では、宇宙は膨張しているにもかかわらず時間とともに変化しないと主張する。この主張が成り立つためには、宇宙の密度を不変に保つために新たな物質が時間とともに絶えず生成されている必要がある。
この理論で必要な物質生成の速度は、1年間に1km3あたりおよそ水素原子1個程度という非常に小さな割合で十分なため、このような物質生成が直接観測されていないことはこの理論の問題にはならない。新たに物質が生まれるということからエネルギー保存の法則を破ってはいるものの、定常宇宙論には多くの魅力的な特徴がある。最も特筆すべき性質は、この理論では宇宙の始まりを必要としない点である。

## 銀河の生成
ビッグバン理論では、宇宙の爆発的な膨張に伴って中性水素が大量に生成し、それが現在見られる銀河を形成したと説くが、定常宇宙空間においては銀河はどのように形成されるのか。
各銀河は宇宙空間の膨張に伴う動きと同時に固有運動も行っているが、その空間の中には希薄な中性水素ガスがあり、銀河は船が水面を行くように水素ガスの中を運動している。分かりやすいように、銀河が停止して水素が大きな流れとなって銀河周辺を移動していると考えてもよい。銀河の横を流れる水素は銀河の引力によって流路を曲げられ、銀河の後方に密度の高い部分を形成する。質量の大きな銀河は引力も強いので大きな質量の水素ガスの塊ができ、小さな銀河の場合は小質量のものになる。こうしてできた様々な質量の水素ガスの塊が恒星を次々に生み、銀河を形作って、宇宙は定常的に維持されると考える。

## 定常宇宙論の衰退
1950年代から1960年代にかけては定常宇宙論を支持する研究者は数多く存在したが、1960年代終わりにはその数は目に見えて減少した。これは、1965年に発見された宇宙背景放射による所が大きい。1960年代終わりになると、宇宙は実際に時間とともに変化しているという考えを支持すると見られる観測結果が得られるようになり、定常宇宙論には問題があることが明らかになってきた。観測では、クエーサーや電波銀河は距離が遠い（赤方偏移が大きく、また光速が有限ゆえに遠さに応じた「過去」の）宇宙でしか見つからず、近距離の銀河には見られないものであった。ホルトン・アープは1960年代以来、これらの観測データを別の視点から解釈し、クエーサーが我々の近傍にあるおとめ座銀河団と同程度の近距離に存在することを示す観測的証拠もあると主張しているが、支持者はわずかである。
ほとんどの宇宙論研究者は、ビッグバン理論で予言される宇宙背景放射が発見されたことによって定常宇宙論は論駁されたと考えている。定常宇宙論では、この背景放射は太古の昔の恒星から放出された光が銀河内の塵によって散乱されたものであるとしている。しかし多くの宇宙論研究者はこの説明には説得力がないと受け止めている。なぜなら、宇宙背景放射は方向による強度の揺らぎがほとんどなく非常に滑らかで、点光源からこのような分布が作られることを説明するのは難しいためである。また、散乱光に通常見られるはずの偏光のような特徴が宇宙背景放射には全く見られない。それに加えて、宇宙背景放射のスペクトルは理想的な黒体放射のスペクトルに非常に近く、異なる温度や異なる赤方偏移を持つ塵の塊の散乱光を重ね合わせてもこのようなスペクトルは到底作り出せない。スティーブン・ワインバーグは1972年の著書で以下のように書いている。
定常宇宙モデルは観測から得られている光度 - 赤方偏移関係や光源の計数観測と一致していないように見える。…ある意味では、この不一致こそが定常宇宙モデルの功績である。多くの宇宙論の中で定常モデルは、我々の自由になる限られた観測的証拠のみによっても容易に反証できるこのような明確な予言をしているためである。定常宇宙モデルは非常に魅力的であるため、多くの支持者達が依然として、観測技術が改良されれば定常モデルに反する証拠は消え去るだろうという望みを持ち続けている。しかし、もしも宇宙マイクロ波背景放射が…本当に黒体放射であるならば、宇宙が高温高密度の初期段階から進化してきたという考えを疑うことは難しくなるだろう。

## 現在の定常宇宙論
定常宇宙論はその後に提唱された準定常宇宙論 (quasi-steady state cosmology) と呼ばれる別の宇宙論の基礎ともなった。2005年現在、ビッグバン理論は宇宙の起源を記述する最も良い近似理論であると天文学者の大半が考えている。ほとんどの天体物理学の出版物ではビッグバンは暗黙のうちに受け入れられ、より完全な理論の基礎として用いられている。一方でそれと同時に、1990年代終わりに宇宙の加速膨張という予想外の観測結果が得られた後、準定常宇宙論を構築しようとする努力もいくつかなされている。この理論ではビッグバンは1回ではなく、時間とともに何度も小規模なビッグバンが継続的に起こって物質を生成しているとしている。